# Greece International 2014
Die Greece International 2014 im Badminton fanden vom 15. bis zum 18. Mai 2014 in Sidirokastro statt.

## Sieger und Platzierte
| Disziplin    | Gold                                | Silber                                  | Bronze                           |
| ------------ | ----------------------------------- | --------------------------------------- | -------------------------------- |
| Herreneinzel | Kim Bruun                           | Michał Rogalski                         | Mateusz Dubowski                 |
| Herreneinzel | Kim Bruun                           | Michał Rogalski                         | Kevin Cordón                     |
| Dameneinzel  | Linda Zechiri                       | Chloe Magee                             | Neslihan Yiğit                   |
| Dameneinzel  | Linda Zechiri                       | Chloe Magee                             | Laura Vana                       |
| Herrendoppel | Mathias Christiansen David Daugaard | Frederik Colberg Mikkel Mikkelsen       | Mark Caljouw Justin Teeuwen      |
| Herrendoppel | Mathias Christiansen David Daugaard | Frederik Colberg Mikkel Mikkelsen       | Johannes Pistorius Marvin Seidel |
| Damendoppel  | Özge Bayrak Neslihan Yiğit          | Elena Komendrovskaja Viktoriia Vorobeva | Kader İnal Fatma Nur Yavuz       |
| Damendoppel  | Özge Bayrak Neslihan Yiğit          | Elena Komendrovskaja Viktoriia Vorobeva | Cemre Fere Neslihan Kılıç        |
| Mixed        | Sam Magee Chloe Magee               | Blagovest Kisyov Dimitria Popstoikova   | Marvin Seidel Linda Efler        |
| Mixed        | Sam Magee Chloe Magee               | Blagovest Kisyov Dimitria Popstoikova   | Muhammed Ali Kurt Özge Toyran    |